# Carnaval (Schumann)
Carnaval, op. 9, è una composizione di Robert Schumann per pianoforte composta fra il 1834 e il 1835.
Schumann dedicò il lavoro al violinista Karol Lipiński. L'opera è sottotitolata Scènes mignonnes sur quatre notes (Piccole scene su quattro note), poiché consiste di 22 pezzi per pianoforte uniti da un motivo ricorrente. In ogni parte del Carnaval sono presenti l'una, l'altra o entrambe le seguenti serie di note:
- La, Mi bemolle, Do, Si; in tedesco A-Es-C-H
- La bemolle, Do, Si; in tedesco As-C-H.

Entrambe le serie musicali corrispondono al nome tedesco della città di Asch (l'odierna Aš ceca), dove nacque la fidanzata di allora di Schumann, Ernestine von Fricken, alla quale è anche dedicato il quattordicesimo movimento del Carnaval. Queste lettere ricorrono anche nel nome del compositore stesso: Schumann.

## Movimenti
Sebbene l'opera sia composta da 22 sezioni, solo 20 sono numerate; restano sciolte "Sphinxes" e "Intermezzo: Paganini".
1. Préambule (LA bemolle, Quasi maestoso)
2. Pierrot (MI bemolle Moderato)
3. Arlequin (SI bemolle, Vivo)
4. Valse noble (SI bemolle, Un poco maestoso)
5. Eusebius (MI bemolle, Adagio. Descrive la calma del compositore, il lato calmo)
6. Florestan (SOL minore, Passionato. Descrive l'ardore del compositore, il lato passionale)
7. Coquette (SI bemolle, Vivo. Descrive la domestica civettuola conosciuta a casa di Friedrich Wieck che, secondo alcuni, potrebbe avergli trasmesso la sifilide)
8. Réplique (SI bemolle-SOL minore, L'istesso tempo)
Sphinxes (Consiste in tre sezioni, ognuna contenente una sola misura, senza indicazione di chiave, tempo o dinamica.  Le note sono nella configurazione S-C-H-A, As-C-H e A-S-C-H.  Di solito viene omesso nelle registrazioni o nelle esecuzioni, anche se sia Sergei Rachmaninoff che Alfred Cortot l'hanno incluso nelle loro registrazioni)
9. Papillons (SI bemolle, Prestissimo)
10. A.S.C.H. - S.C.H.A: Lettres Dansantes (a dispetto del titolo, lo schema usato è As-C-H; MI bemolle, Presto)
11. Chiarina (DO minore, Passionato. Descrive Clara Wieck)
12. Chopin (LA bemolle, Agitato. Descrive Fryderyk Chopin)
13. Estrella (FA minore, Con affetto. Descrive Ernestine von Fricken)
14. Reconnaissance (LA bemolle, Animato)
15. Pantalon et Colombine (FA minore, Presto)
16. Valse Allemande (LA bemolle, Molto vivace)
Intermezzo: Paganini (FA minore, Presto. Include un ritornello del Valse Allemande, un valzer tedesco)
17. Aveu (FA minore-LA bemolle, Passionato)
18. Promenade (RE bemolle, Comodo)
19. Pause (LA bemolle, Vivo. Contiene un ritornello quasi identico al passaggio dal Préambule iniziale, conduce direttamente senza pausa alla sezione successiva
20. Marche des "Davidsbündler" contre les Philistins (LA bemolle, Non allegro. Ripresa di un periodo musicale da precedenti sezioni appaiono fugacemente, e il pezzo finisce Prestissimo).